# Domsjö IF
Domsjö IF ist ein Fußballverein aus Domsjö, einem Vorort von Örnsköldsvik. Die Mannschaft spielte in der bisherigen Vereinsgeschichte acht Spielzeiten in der zweithöchsten schwedischen Spielklasse.

## Geschichte
1917 gegründet, bot der Klub vor allem den Arbeitern des Pappe- und Papierherstellers Mo och Domsjö AB ein weit gefächertes Sportangebot, ehe sich der Klub im Laufe seiner Geschichte zu einem reinen Fußballverein entwickelte.
Die Fußballer von Domsjö IF spielten lange Zeit unterklassig. Nach dem Aufstieg in die dritte Liga 1963 setzte sich der Klub auf Anhieb im Aufstiegsrennen zur Zweitklassigkeit fest. 1964 noch Staffelzweiter hinter IF Älgarna marschierte die Mannschaft in der folgenden Spielzeit mit 15 Siegen in 20 Saisonspielen als Tabellenerster der Division 3 Södra Norrland Övre in die zweithöchste Spielklasse durch. Dort spielte der Verein gegen den sofortigen Wiederabstieg, ließ aber Lycksele IF und IFK Östersund auf den Abstiegsplätzen hinter sich. Auch in der Spielzeit 1967 belegte der Klub den letzten Nichtabstiegsplatz in der Division 2 Norrland, ehe der Klub zwei Jahre später als Tabellendritter zu überraschen wusste. Mit demselben Ergebnis beendete der Klub die Spielzeit 1971, in der Folgesaison verpasste er den Klassenerhalt.
Punktgleich mit dem Lokalrivalen IF Friska Viljor und Sandåkerns SK verpasste Domsjö IF den direkten Wiederaufstieg aufgrund der schlechteren Tordifferenz. Nach einem vierten Rang in der anschließenden Spielzeit kehrte der Klub nach dem Staffelsieg 1975 und nur einer Niederlage in der Aufstiegsrunde gemeinsam mit Hudiksvalls ABK in die zweite Liga zurück. Mit sechs Saisonsiegen blieb er chancenlos und stieg mit Ope IF und Gefle IF direkt wieder ab. Als Staffelzweiter verpasste die Mannschaft zweimal nur knapp den Wiederaufstieg, fiel aber anschließend ins Mittelfeld der dritten Liga zurück. 1983 noch einmal Vizemeister stieg die Mannschaft 1985 in die vierte Liga ab und rutschte nach einer Ligareform im Folgejahr in den unterklassigen Ligabereich ab.
Nach einem Zusammenschluss mit der Fußballmannschaft von MoDo AIK kehrte Domsjö IF 1994 in die vierte Liga zurück, hielt sich aber lediglich drei Spielzeiten. Nach dem sportlichen Abstieg ins sechste Spielniveau 1999 schloss sich der Klub mit der Männermannschaft des Själevads IK zusammen und blieb somit fünftklassig. 2003 qualifizierte sich der Klub für die Aufstiegsrunde zur vierten Liga, verpasste aber die Qualifikation. 2005 Opfer einer Ligareform setzte sich der Klub in der Folge in der sechsten Spielklasse fest.